# 第12回全国中等学校優勝野球大会
第12回全国中等学校優勝野球大会（だい12かいぜんこくちゅうとうがっこうゆうしょうやきゅうたいかい）は、1926年8月13日から8月20日まで甲子園大運動場で行われた全国中等学校優勝野球大会である。また、大正時代最後の選手権大会である。

## 概要
地方大会では、5県対象だった関東大会が消滅し、3県対象の北関東大会と2県対象の南関東大会を編成。1大会増えて22大会となった。
初代大会歌として「全国中等学校優勝野球大会の歌」が作成され、開会式で披露された。作詞者は旧制尼崎中学校教諭で懸賞募集一等当選者の福武周夫、作曲者は東京音楽学校教授の信時潔。
また、朝日新聞社が大阪中之島公園と京都円山公園に試合途中経過を刻々と知らせる「プレヨ・グラフ」という掲示板を設置し、これが非常に好評であったため、翌年からも続けることとなった。
決勝戦では、静岡中が大連商を破り、初優勝した。

## 代表校
| 地方大会 | 代表校   | 出場回数     |
| -------- | -------- | ------------ |
| 北海道   | 旭川商   | 初出場       |
| 奥羽     | 八戸中   | 初出場       |
| 東北     | 盛岡中   | 5年ぶり4回目 |
| 北関東   | 前橋中   | 2年連続2回目 |
| 南関東   | 千葉師範 | 初出場       |
| 東京     | 早稲田実 | 5年連続6回目 |
| 甲信越   | 新潟商   | 3年ぶり3回目 |
| 北陸     | 敦賀商   | 2年連続2回目 |
| 神静     | 静岡中   | 3年連続3回目 |
| 東海     | 愛知商   | 初出場       |
| 京津     | 東山中   | 2年連続2回目 |

| 地方大会 | 代表校     | 出場回数       |
| -------- | ---------- | -------------- |
| 紀和     | 和歌山中   | 12年連続12回目 |
| 大阪     | 浪華商     | 初出場         |
| 兵庫     | 第一神港商 | 3年連続3回目   |
| 山陰     | 鳥取一中   | 2年ぶり7回目   |
| 山陽     | 柳井中     | 2年連続2回目   |
| 四国     | 高松中     | 11年ぶり2回目  |
| 北九州   | 長崎商     | 2年連続2回目   |
| 南九州   | 熊本商     | 2年連続2回目   |
| 朝鮮     | 京城中     | 2年ぶり3回目   |
| 満洲     | 大連商     | 4年連続5回目   |
| 台湾     | 台北商     | 2年ぶり2回目   |

## 試合結果

### 1回戦
- 早稲田実 3 - 0 柳井中
- 第一神港商 8 - 0 熊本商
- 東山中 4 - 2 八戸中
- 大連商 3 - 2 浪華商
- 和歌山中 6 - 4 愛知商
- 鳥取一中 4 - 2 長崎商

### 2回戦
- 静岡中 9 - 2 早稲田実
- 前橋中 6 - 1 第一神港商
- 高松中 13 - 0 東山中
- 新潟商 9 - 4 千葉師範
- 大連商 4 - 2 敦賀商
- 京城中 16 - 8 旭川商
- 和歌山中 16 - 3 台北商
- 鳥取一中 4 - 1 盛岡中

### 準々決勝
- 静岡中 6x - 5 前橋中（延長19回）
- 高松中 5 - 2 新潟商（7回終了・日没コールドゲーム）
- 大連商 17 - 3 京城中
- 和歌山中 9 - 3 鳥取一中

### 準決勝
- 静岡中 5 - 1 高松中
- 大連商 1 - 0 和歌山中

### 決勝
|        | 1 | 2 | 3 | 4 | 5 | 6 | 7 | 8 | 9 | R | H | E |
| ------ | - | - | - | - | - | - | - | - | - | - | - | - |
| 静岡中 | 0 | 0 | 0 | 1 | 0 | 0 | 0 | 0 | 1 | 2 | 2 | 1 |
| 大連商 | 0 | 1 | 0 | 0 | 0 | 0 | 0 | 0 | 0 | 1 | 2 | 5 |

1. （静）：上野 - 福島
2. （大）：円城寺 - 桜井

## 大会本塁打
1回戦
- 第1号：大西宗孝（東山中）
- 第2号：丹下康春（和歌山中）

2回戦
- 第3号：那須神吉（高松中）
- 第4号：高橋喜郎（高松中）
- 第5号：清水盛輝（京城中）
- 第6号：桜井修（大連商）

準決勝
- 第7号：戸崎舜弘（静岡中）

## その他の主な出場選手
- 松木謙治郎（敦賀商）
- 水谷則一（愛知商）
- 真野春美（東山中）
- 小川正太郎（和歌山中）
- 島本義文（和歌山中）
- 西垣徳雄（第一神港商）

- 山下実（第一神港商）
- 島秀之助（第一神港商）
- 倉信雄（第一神港商）
- 小島多慶男（鳥取一中）
- 杉田屋守（柳井中）
- 梶原英夫（高松中）